# Staafkerk van Grip
De Staafkerk van Grip (Noors: Grip stavkyrkje) is een historische staafkerk in het vissersdorp  Grip in de gemeente Kristiansund in de provincie Møre og Romsdal in Noorwegen. Hij bevindt zich op het eilandje Grip ongeveer 14 kilometer ten noordwesten van Kristiansund in de Noorse Zee. De kerk maakt deel uit van de parochie Kristiansund in het dekenaat Ytre Nordmøre in het bisdom Møre.
Met slechts één schip van 12 meter lang, 6,5 meter breed en 6 meter hoog is het een van de kleinste kerken van Noorwegen. Sinds 1635 woont de priester niet meer in de parochie, maar bezocht hij regelmatig het eiland. Grip is sinds 1967 een onderdeel van de parochie Kristiansund.
Gelegen in een nu verlaten vissersdorp, wordt de kerk alleen gebruikt in het zomerseizoen, wanneer zowel de zomerbewoners als de toeristen elke derde zondag de dienst, geleid door een priester uit Kristiansund, bijwonen.

## Geschiedenis
De kerk werd gebouwd rond 1470 op het hoogste punt van het eiland, ongeveer 8 meter boven de zeespiegel. De kerk behoort tot het Møre-type en heeft dezelfde structuur als de grotere staafkerken van Kvernes en Rødven. Vanwege de ruige omstandigheden op het eiland is er geen begraafplaats op het terrein van de kerk. Lichamen moesten elders begraven worden, namelijk op de begraafplaats van de kerk van Bremsnes, op een afstand van meer dan 10 kilometer over open zee.
In 1621 onderging de kerk grote aanpassingen toen de muren werden vervangen en een torenspits werd geplaatst. De huidige ramen werden geplaatst in de jaren 70 van de negentiende eeuw en in dezelfde periode werden zowel een voorportaal en een sacristie bijgebouwd. Bij restauratiewerkzaamheden in 1933 werd een nieuwe fundering gelegd en werden de buitenmuren met hout bekleed. Door al deze verbouwingen lijkt de buitenkant niet op de meer typische Noorse staafkerken.
Een voorstel uit 1972, om de kerk te verplaatsen, werd niet uitgevoerd. In 2007 werden het dak en de torenspits gerestaureerd en sommige panelen vervangen.

## Interieur

### Altaar
Het altaarstuk is een drieluik uit Utrecht, gedateerd op ongeveer 1520, met centraal het beeld van de Heilige Maagd Maria, geflankeerd door beelden van Sint Olaf van Noorwegen en Sint Margaretha van Antiochië, plaatselijk bekend als Sint Maret.
Volgens de overlevering is het drieluik een van de vijf altaren die door prinses Isabella van Habsburg aan Noorse kerken geschonken zijn nadat zij door Erik Valkendorf, de aartsbisschop van Noorwegen, in vreselijke weersomstandigheden naar haar huwelijk in Kopenhagen met de Deense koning Christiaan II in 1515 was begeleid. Andere altaren werden geschonken aan de kerken van Kinn, Leka, Hadsel en Røst. De vijf altaren worden door kunsthistorici de Leka-groep genoemd. Waarschijnlijk zijn ze in de eerste kwart van de zestiende eeuw gemaakt in de werkplaats van de anonieme Meester van de Utrechtse Stenen Vrouwenkop. Vier van de altaren zijn tot op heden intact, maar dat van Grip bevindt zich als enige in de originele kerk.
Hoewel het altaar beelden van drie heiligen bevat, overleefde het de protestantse reformatie van 1537. Het altaar werd in 2002 gerestaureerd.

### Orgel
Een nieuw pijporgel uit Nederland met 270 houten pijpen werd in 2006 geschonken. Door het vochtige klimaat wordt dit alleen 's zomers in de kerk geïnstalleerd. De rest van het jaar is het orgel in gebruik in de kerk van Kirkelandet.

### Kunst
De kerk heeft ook een kleine altaarbeker uit 1320, een 16e-eeuws tweezijdig schilderij op canvas, muurschilderingen uit de tijd van de aanpassingen uit 1621 en twee votiefschepen.

## Afbeeldingengalerij

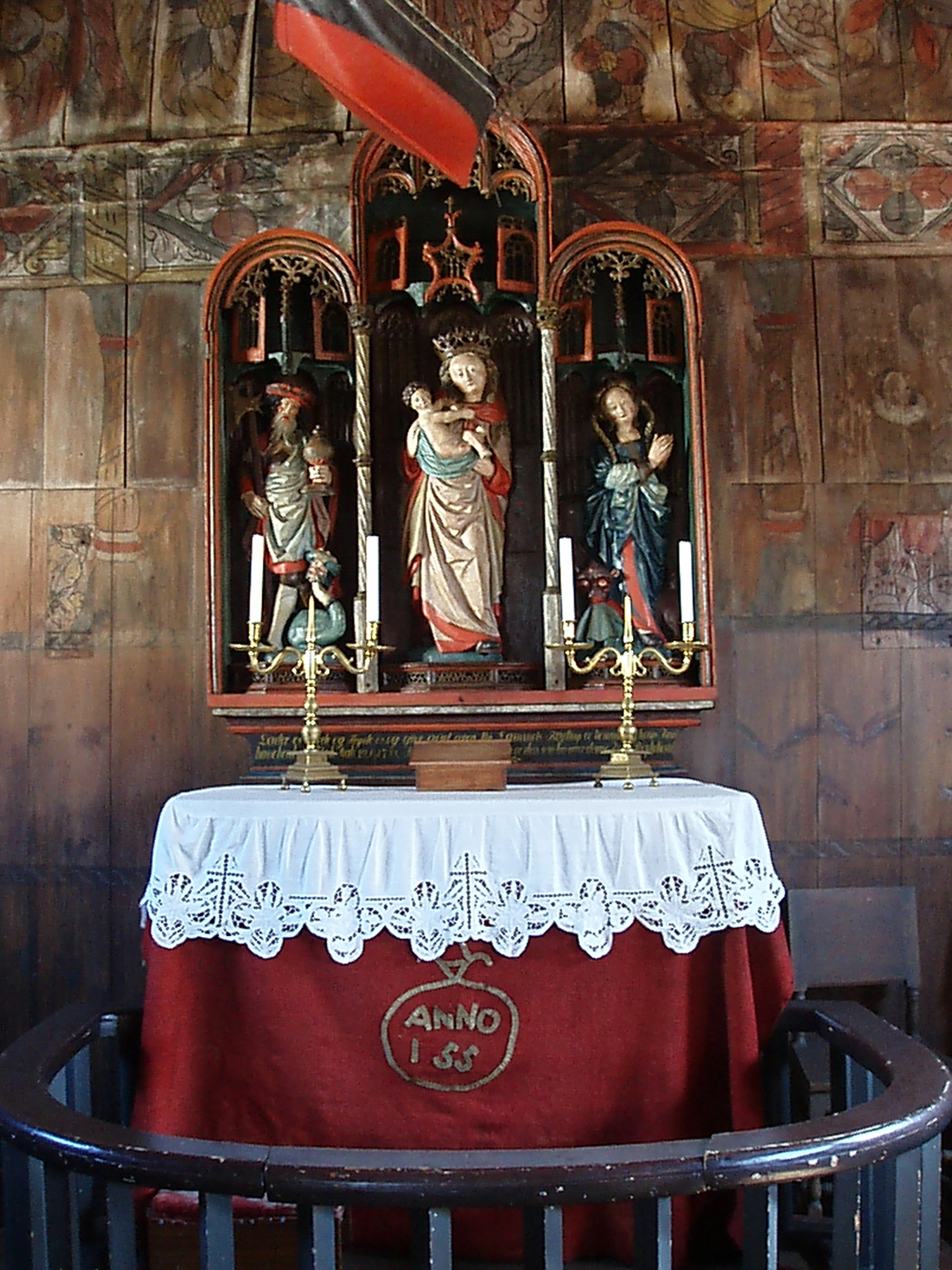
Altaar met drieluik en de romp van een votiefschip
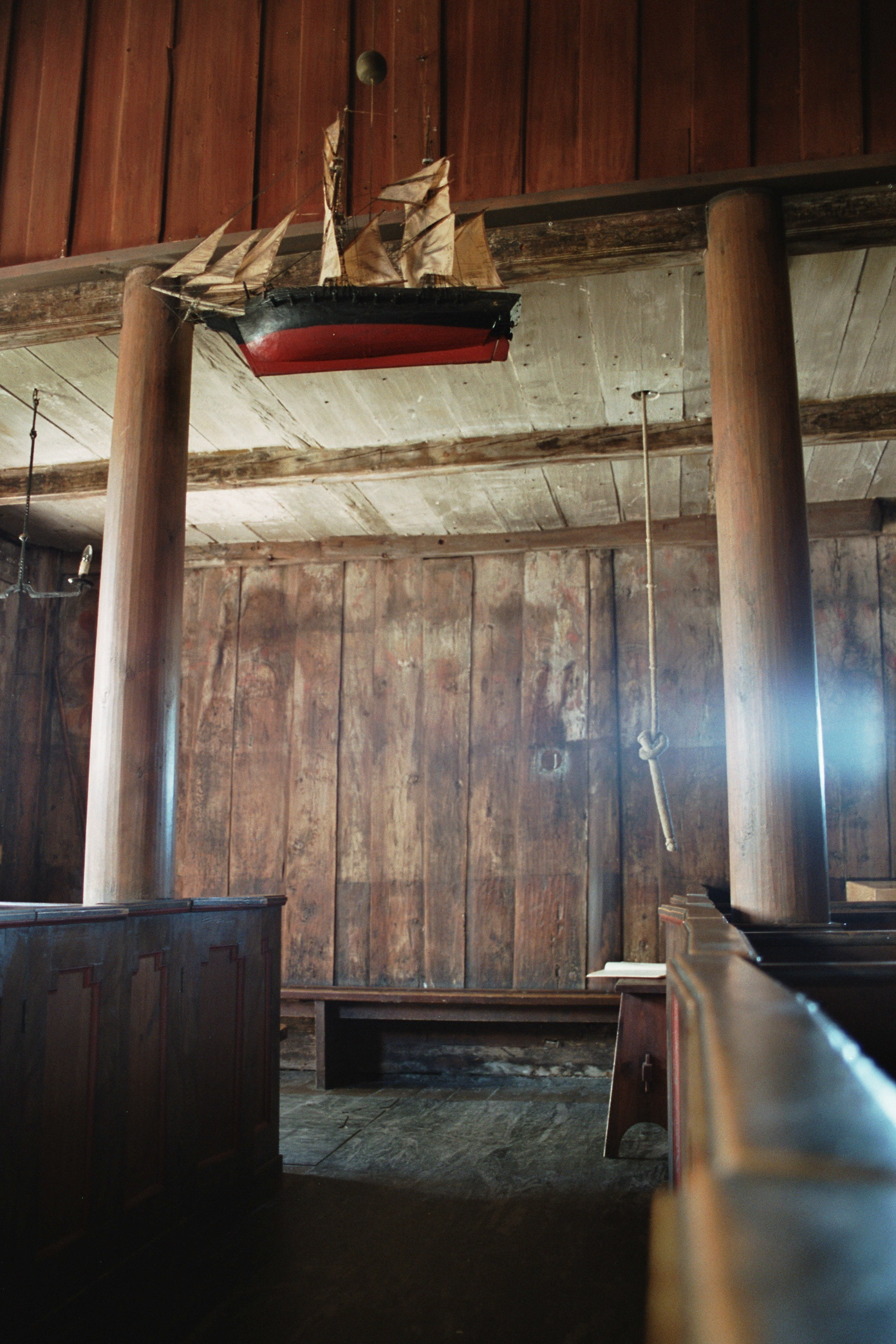
Het schip en tweede votiefschip, gezien vanaf het altaar
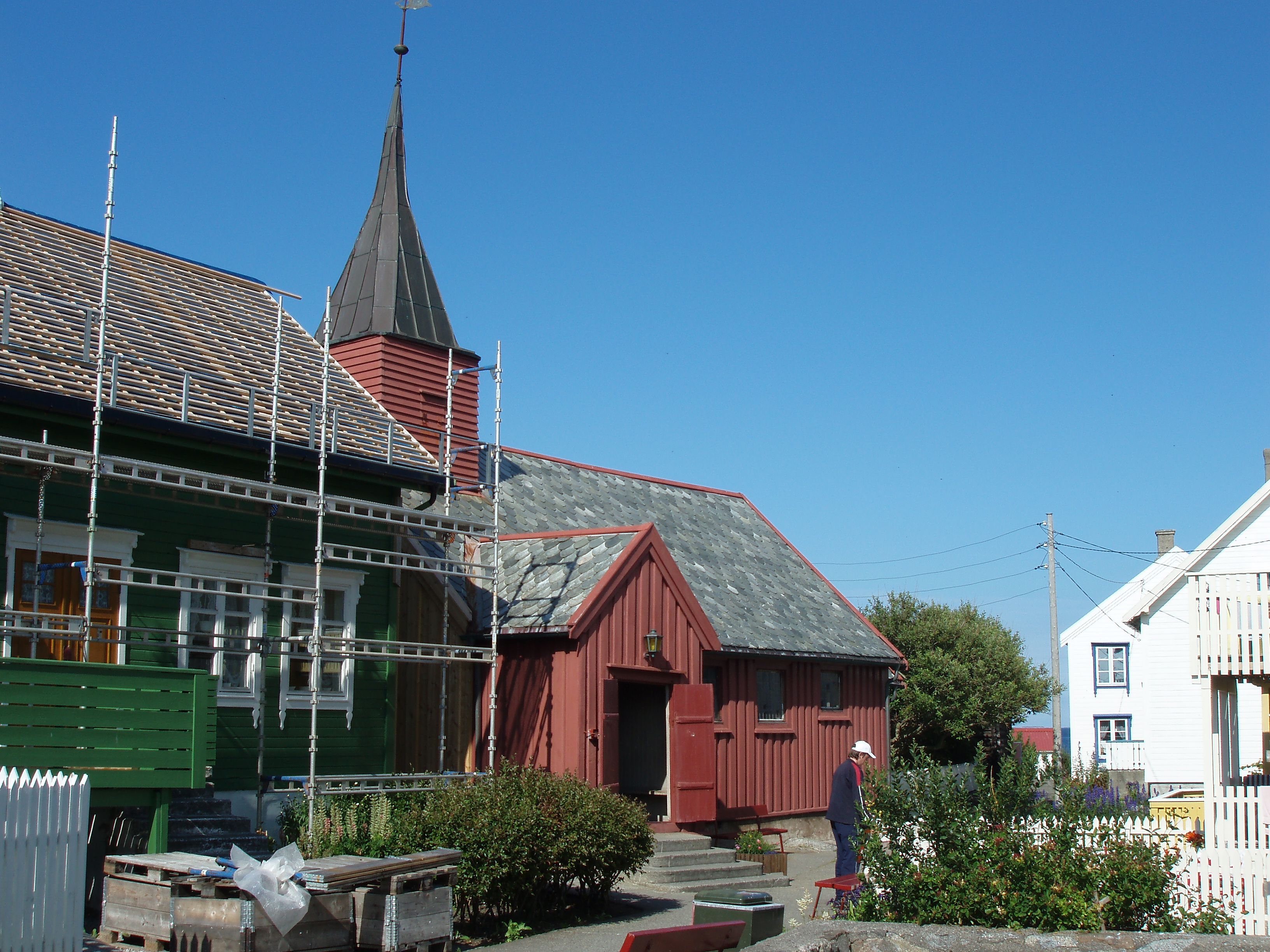
Uitzicht op de kerk en omgeving

## Externe koppelingen
- fotos van de staafkerk van Grip